# Elecciones provinciales de Santiago del Estero de 1958
Las elecciones generales de la provincia de Santiago del Estero de 1958 tuvieron lugar el domingo 23 de febrero del mencionado año con el objetivo de restaurar las instituciones autónomas constitucionales de la provincia después de tres años de la dictadura militar autodenominada Revolución Libertadora, que derrocó al gobierno constitucional de Juan Domingo Perón, del Partido Peronista (PP) y proscribió a dicha fuerza política y al propio peronismo. Fueron las décimas elecciones provinciales santiagueñas desde la instauración del sufragio secreto en el país, aunque no fueron completamente libres y justas al tener prohibido el peronismo presentarse a elecciones. Se debían elegir al gobernador, así como los 26 diputados provinciales, para el período 1958-1962.
El principal partido opositor antes del golpe, la Unión Cívica Radical (UCR), se había dividido en torno a qué postura tomar con respecto a la proscripción del peronismo. La Unión Cívica Radical Intransigente (UCRI), fue fundada por radicales contrarios a la proscripción y al gobierno militar, y la Unión Cívica Radical del Pueblo (UCRP), fue establecida por el sector favorable a la proscripción. Ambos partidos radicales fueron los dos principales competidores en las elecciones. En el contexto del Pacto Perón-Frondizi, por el cual Perón desde el exilio apoyó a Arturo Frondizi, candidato presidencial de la UCRI, sus candidatos gubernativos se vieron también beneficiados, y Eduardo Miguel, candidato a gobernador de Santiago del Estero por la UCRI, resultó elegido por escaso margen del 36.96% de los votos válidos contra el 29.49% de Hugo Catella, de la UCRP. Destacó en Santiago del Estero el hecho de que un sector de la UCRI a su vez se presentó por separado, con el exdiputado del Bloque de los 44, Pedro Zanoni, obteniendo el 17.56%. De este modo, los tres principales candidatos en la contienda fueron radicales. La participación fue del 82.50% del electorado registrado.
Los cargos electos asumieron el 1 de mayo. Miguel no pudo completar el mandato constitucional ya que fue depuesto por el otro golpe de Estado el 29 de marzo de 1962, que intervino todas las provincias.